# Асансјер
Асансјер (фр. Assencières) насеље је и општина у североисточној Француској у региону Шампања-Ардени, у департману Об која припада префектури Троа.
По подацима из 2011. године у општини је живело 201 становника, а густина насељености је износила 27,2 становника/km². Општина се простире на површини од 7,39 km². Налази се на средњој надморској висини од 164 метара.

## Демографија
| 1962. | 1968. | 1975. | 1982. | 1990. | 1999. | 2011. |
| ----- | ----- | ----- | ----- | ----- | ----- | ----- |
| 68    | 73    | 85    | 89    | 106   | 145   | 201   |

График промене броја становника у току последњих година